# AR-10
AR-10 er en  NATO Battle Rifle i kaliber 7.62 x 51 mm, udviklet af Eugene Stoner i slutningen af 1950'erne på Armalite, en afdeling af Fairchild Aircraft Corporation. Riflen blev indført i 1956 med et innovativt design udformet i phenolkomposit og smedede aludele. Dette resulterede i et let våben, som var let at kontrollere under fuldautomatisk ildafgivelse. AR-10eren var lettere end andre militære rifler på sin tid. Den oprindelige AR-10 blev bygget i relativt få antal, færre end 9.900 rifler.
I 1957 blev det grundlæggende AR-10 design væsentligt ændret af Armalite til at anvende kaliber 0.223 Remington, og givet betegnelsen AR-15. Armalite licenserede sine AR-10- og AR-15-designs til Colt, og AR-15 blev videreudviklet til den militære riffel M16.
| Våben | Spire Denne artikel om våben er en spire som bør udbygges. Du er velkommen til at hjælpe Wikipedia ved at udvide den. |